# Elisabeth Schache
Elisabeth Schache (* 28. Oktober 1906 in Birnbaum/Provinz Posen; † 23. März 1999 in Schmallenberg) war Ordensschwester (Schwester Maria Kallista) und Generalprokuratorin der Ordensgemeinschaft der barmherzigen Schwestern vom heiligen Karl Borromäus.

## Leben
Elisabeth Schache machte nach der Volksschule eine kaufmännische Ausbildung und arbeitete anschließend als Sekretärin und Buchhalterin. Im Jahr 1928 trat sie in den Orden der Barmherzigen Schwestern in Trebnitz ein. Sie war von 1930 bis 1949 in der Verwaltung des St. Georg Krankenhauses in Breslau tätig. Im September 1949 musste sie wie die übrigen deutschen Mitglieder des Ordens zwangsweise in die Bundesrepublik Deutschland ausreisen. Sie kam ins Kloster Grafschaft bei Schmallenberg und wurde mit dem dortigen Neuaufbau betraut. Von 1951 bis 1981 war sie Generalprokuratorin des Ordens. In ihrer Amtszeit war Grafschaft ein Mutterhaus des Ordens und wurde zu einem anerkannten Fachkrankenhaus. Im Jahr 1967 wurde ihr durch den damaligen Bundesinnenminister Paul Lücke persönlich das Bundesverdienstkreuz 1. Klasse verliehen. Im Jahr 1983 erhielt sie den Ehrenring der Stadt Schmallenberg.